# Emily Chan
Emily Chan (ur. 11 sierpnia 1997 w Pasadenie) – amerykańska łyżwiarka figurowa, startująca w parach sportowych ze Spencerem Akirą Howe’m. Dwukrotna wicemistrzyni czterech kontynentów (2022, 2023), medalistka zawodów z cyklu Grand Prix i Challenger Series, wicemistrzyni Stanów Zjednoczonych (2023).

## Osiągnięcia

### Pary sportowe

#### Ze Spencerem Akirą Howe’m
| Zawody                           | 19–20          | 20–21          | 21–22          | 22–23          | 23–24          |                |                |                |                |                |                |                |                |                |                |                |                |
| Międzynarodowe                   | Międzynarodowe | Międzynarodowe | Międzynarodowe | Międzynarodowe | Międzynarodowe | Międzynarodowe | Międzynarodowe | Międzynarodowe | Międzynarodowe | Międzynarodowe | Międzynarodowe | Międzynarodowe | Międzynarodowe | Międzynarodowe | Międzynarodowe | Międzynarodowe | Międzynarodowe |
| -------------------------------- | -------------- | -------------- | -------------- | -------------- | -------------- | -------------- | -------------- | -------------- | -------------- | -------------- | -------------- | -------------- | -------------- | -------------- | -------------- | -------------- | -------------- |
| Mistrzostwa świata               |                |                |                | 5              | 12             |                |                |                |                |                |                |                |                |                |                |                |                |
| Mistrzostwa czterech kontynentów |                |                | 2              | 2              |                |                |                |                |                |                |                |                |                |                |                |                |                |
| GP Finał Grand Prix              |                |                |                | 6              |                |                |                |                |                |                |                |                |                |                |                |                |                |
| GP NHK Trophy                    |                |                |                | 2              |                |                |                |                |                |                |                |                |                |                |                |                |                |
| GP Skate America                 |                | 7              |                |                |                |                |                |                |                |                |                |                |                |                |                |                |                |
| GP Skate Canada International    |                |                |                | 2              |                |                |                |                |                |                |                |                |                |                |                |                |                |
| CS U.S. International Classic    |                |                |                | 2              |                |                |                |                |                |                |                |                |                |                |                |                |                |
| CS Warsaw Cup                    |                |                | 9              |                |                |                |                |                |                |                |                |                |                |                |                |                |                |
| Krajowe                          |                |                |                |                |                |                |                |                |                |                |                |                |                |                |                |                |                |
| Mistrzostwa Stanów Zjednoczonych |                | 5              | 4              | 2              |                |                |                |                |                |                |                |                |                |                |                |                |                |

### Solistki
| Zawody                                | 14–15          | 15–16          | 16–17          |                |                |                |                |                |                |                |                |                |                |                |                |                |                |
| Międzynarodowe                        | Międzynarodowe | Międzynarodowe | Międzynarodowe | Międzynarodowe | Międzynarodowe | Międzynarodowe | Międzynarodowe | Międzynarodowe | Międzynarodowe | Międzynarodowe | Międzynarodowe | Międzynarodowe | Międzynarodowe | Międzynarodowe | Międzynarodowe | Międzynarodowe | Międzynarodowe |
| ------------------------------------- | -------------- | -------------- | -------------- | -------------- | -------------- | -------------- | -------------- | -------------- | -------------- | -------------- | -------------- | -------------- | -------------- | -------------- | -------------- | -------------- | -------------- |
| CS U.S. International Classic         |                |                | 6              |                |                |                |                |                |                |                |                |                |                |                |                |                |                |
| Międzynarodowe: Kategorie młodzieżowe |                |                |                |                |                |                |                |                |                |                |                |                |                |                |                |                |                |
| JGP na Słowacji                       |                | 6              |                |                |                |                |                |                |                |                |                |                |                |                |                |                |                |
| Gardena Spring Trophy                 | 2 J            |                |                |                |                |                |                |                |                |                |                |                |                |                |                |                |                |
| Krajowe                               |                |                |                |                |                |                |                |                |                |                |                |                |                |                |                |                |                |
| Mistrzostwa Stanów Zjednoczonych      |                | 1 J            | 20             |                |                |                |                |                |                |                |                |                |                |                |                |                |                |